# Natalie Richer
Natalie Richer (ur. 13 lipca 1970 w Sisteron) – francuska wspinaczka sportowa specjalizowała się we wspinaczce na czas oraz w prowadzeniu. Mistrzyni świata we wspinaczce na czas z 1995. 

## Kariera sportowa
W 1995 na mistrzostwach świata we wspinaczce sportowej w Genewie w konkurencji na czas zdobyła złoty medal.
Wielokrotna uczestniczka prestiżowych, elitarnych zawodów wspinaczkowych Rock Master we włoskim Arco, dwukrotna brązowa medalistka: z 1994 oraz z 1995 roku.

## Osiągnięcia

### Mistrzostwa świata
| Konkurencje  | 1991 | 1993 | 1995 |
| Prowadzenie  | 6    | 13   | 8    |
| Wsp. na czas | —    | —    | 1    |

### Mistrzostwa Europy
| Konkurencje | 1992 | 1996 | 1998 |
| Prowadzenie | 8    | 6    | 6    |

### Rock Master
| Konkurencje | 1992 | 1993 | 1994 | 1995 | 1997 |
| Prowadzenie | 8    | 7    | 3    | 3    | 6    |